# 推定有罪 (映画)
『推定有罪』（すいていゆうざい、原題：Guilty Until Proven Innocent、別題：Presumed Guilty）は、1991年のポール・ウェンドコス監督によるテレビ映画。出演はマーティン・シーン、ブレンダン・フレイザーなど。
日本では『ジャッジメント/推定有罪』の邦題でVHSが発売された他、NHKでも放送された。

## あらすじ
夜のブルックリンで強盗殺人事件が発生し、目撃者の証言からボビー・マクローリンという男が容疑者として逮捕される。しかしボビーは犯行の時間帯にアリバイがあった。
ボビーの養父のハロルド・ホーンはボビーが問題児だったことから初めは冷たい反応を見せていたが、面会で息子の必死の訴えを聞く内にボビーを救うことを決意するのだった。

## キャスト
※括弧内は日本語吹替（初回放送1992年11月28日『土曜ドラマ』）
- ハロルド・ホーン：マーティン・シーン（大和田伸也）
- ボビー・マクローリン：ブレンダン・フレイザー（山寺宏一）
- ジェリー・ダフィー：ジェームズ・ハンディ（小林勝彦）
- ビバリー・ローゼン：レベッカ・シャール（寺島信子）
- ジミー・オニール：トリスタン・テイト（鳥海勝美）
- キャロル・マクローリン：レネ・エステヴェス
- キャシー・パンツァー：クリスティン・ダンフォード（駒塚由衣）
- メアリー・ホーン：キャロライン・カヴァ（吉野由志子）
- ロン・ダンジェロ：マーク・メトカーフ（谷口節）
- リチャード・エメリー：ピーター・フリードマン（岡部政明）
- ブラッド・ラローサ：ヤンシー・アリアス（金尾哲夫）
- モレン判事：ビンゴ・オマリー（大木民夫）
- ジョン・ミラー：マーク・ジョイ
- ロブ・ウィルソン：ビリー・ハルトゥング（中原茂）
- 医者：ローン・トーマス
- ユージーン・アンダーソン：ラリー・ジョン・マイヤーズ（堀勝之祐）
- ビリー・フェッロ：ザカリー・モット（立木文彦）
- アーマー：ビル・ダルゼル（麦人）
- クーパー判事：マージ・ドドリル（香椎くに子）
- フェルドマン判事：アンジェラ・ダンブロシア（市川千恵子）
- ギャレット・アダムズ：アレック・コールマン（池田勝）
- ジェフ・ホーン：ジョン・ポジノ